# Искусство шумов
«Искусство шумов» (итал. L’arte dei Rumori) — манифест, написанный Луиджи Руссоло в 1913 году. Выполнен в форме письма, адресованного Франческо Балилле Прателле. Руссоло посетил оркестровый концерт футуристической музыки, организованный Прателлой в Римском оперном театре, и был впечатлён услышанным; вследствие этого ему пришла идея создания нового искусства, название которого вынесено в заголовок манифеста.

## Музыкальная эволюция
В своём тексте Руссоло проводит краткий экскурс в историю музыки, дабы проследить, как рассматривался и использовался человеком звук начиная со звука домузыкальных времён, полученного из, например, натянутой тетивы.

### «Древняя жизнь была абсолютно беззвучной»
Руссоло утверждает, что шум возник в XIX веке, с изобретением машин. До этого момента мир был полон либо приглушённых звуков, либо тишины. Если исключить штормы, водопады, землетрясения и ураганы, то природа беззвучна: эти звуки, способные прервать тишину, не слишком продолжительны и недостаточно разнообразны.

### Античность и Средневековье
Вначале звук был воспринят первобытными людьми как таковой, отдельный от прочего; результатом концепции звука стала концепция музыки. Музыка начиналась с простых элементов, были задействованы простые инструменты, однако восприятие звука было очень трепетным: он считался причастным к божественному и использовался для обрядов и ритуалов. Греческая музыкальная теория была основана на математических законах Пифагора. Развитие и изменение греческой тетрахордовой системы произошло в Средние века. Это была эпоха григорианских пений. Руссоло отмечает, что звук продолжал рассматриваться «в его развитии во времени».

### Гармония
В то время как гармонии — одновременного звучания разных звуков — не существовало, пишет Руссоло, тяга к ней присутствовала. Она возникала постепенно; со временем появились и сложные, постоянные диссонансы, характерные для современной музыки. Поначалу музыка стремилась быть прозрачной, но постепенно звуки начали соединяться различными способами, а музыка — усложняться; в музыке современной ему эпохи Руссоло указывает на сочетание несочетаемых, резких звуков; он называет это приближением к «звуку-шуму».

### Музыкальный шум
Руссоло связывает музыкальную эволюцию с умножением числа машин, обращая внимание на то, что речь идёт не только о крупных городах — и за городской чертой обилие машин повлекло за собой такое многоголосие шумов, что «чистый звук, с его незначительностью и монотонностью, больше не вызывает никаких чувств». Музыка же развивается в направлении сложных полифоний с целью вызывать чувства, и, что отмечается особо, с целью подготовки к созданию музыкального шума. Те сочленения звуков, которые показались бы человеку из XVIII века вопиющими и неугодными для прослушивания, для современного человека могут показаться приемлемыми и даже скучноватыми. Согласно с тем, как жизнь наполняется шумом, современному человеку требуется «ещё большее разнообразие акустических возбуждений», чтобы не оставаться равнодушным к музыке.

## Призыв к новаторству

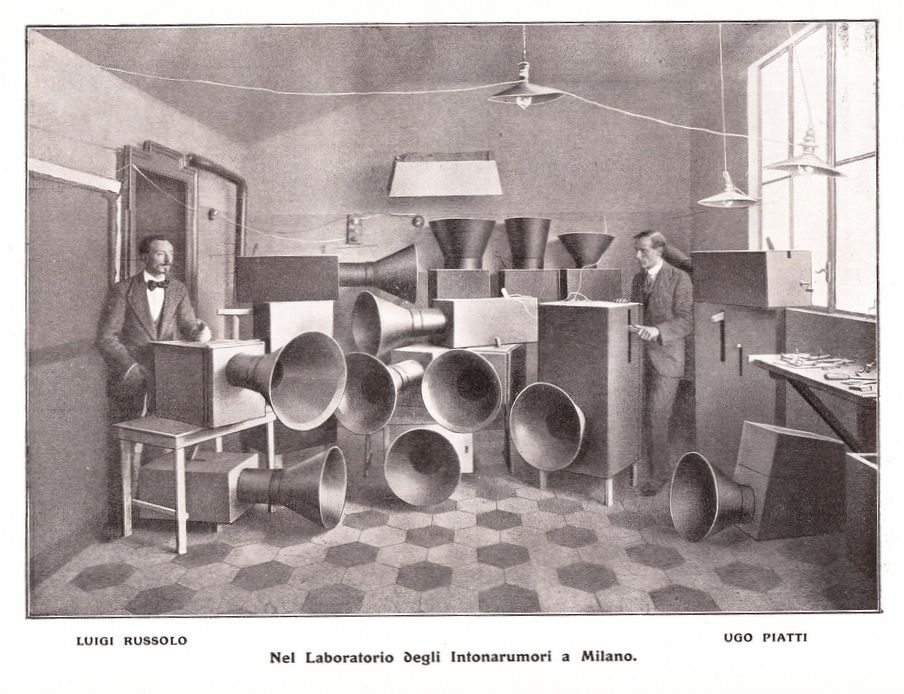
Луиджи Руссоло и Уго Пьятти в шумовой лаборатории в Милане, 1913 год.

Руссоло говорит о замкнутом круге, по которому ходит современная музыка в попытках создать что-то качественно новое: на деле любой оркестр состоит из пяти базисных элементов: струнные, щипковые, деревянные и металлические духовые и перкуссия. Мнимое новаторство музыкантов упирается в стену ограниченного количества тонов. Выбор должен быть сделан в пользу многообразия шумов, а не хорошо знакомых наборов звуков.

Мы, футуристы, глубоко любили гармонии великих мастеров и наслаждались ими. На протяжении многих лет Бетховен и Вагнер потрясали наши сердца и щекотали наши нервы. Теперь мы пресыщены и находим больше удовольствия в сочетании звуков трамваев, карбюраторных моторов, экипажей и шумной толпы, чем на репетиции, например, «Героической» или «Пасторальной».

Колоссальность современного оркестра Руссоло ставит рядом со скудными, по его мнению, возможностями, призывая покончить с «чистопородной скучной музыкой, слушая которую мы постоянно ждём сенсации, которая никогда не случается». Новая музыкальная реальность должна состоять из разнообразия шумов, образцы которых можно найти в человеке, в природе, в городе; это будет не простая их имитация, а сочетательная работа художника.

## Шесть семейств звуков для футуристического оркестра
Руссоло приводит перечень шумов, которые он называет фундаментальными, для последующего воспроизведения их музыкантами с помощью механизмов:
1. Громыхания, гром, взрывы, столкновения, всплески, гудение.
2. Свист, шипение, фырканье.
3. Шёпот, мурлыканье, бормотание, рычание, журчание.
4. Скрежет, скрип, хруст, жужжание, треск, шарканье.
5. Шумы, производимые стучанием по металлу, дереву, коже, камням, глине.
6. Голоса животных и людей; крики, визги, стоны, вой, причитания, смех, хрип, плач.

## Заключения
1. Футуристические композиторы должны направлять своё творчество в сторону увеличения и обогащения набора звуков путём отдаления от чистых звуков и приближения к звукам-шумам.
2. Музыканты-футуристы должны стремиться заменить ограниченность тембров неограниченностью тембров шумов.
3. Музыканты-футуристы должны отойти от традиционного ритма и исследовать разнородные ритмы шумов.
4. Главный тон может быть подчёркнут множеством тонов и полутонов, которые следует предусмотреть в конструкциях, имитирующих шумы.
5. Как только будут найдены механические принципы, производящие шум, создание инструментов не будет сложностью.
6. Новый оркестр будет производить сложные и новые слуховые возбуждения не путём обычной имитации шумов, но путём манипулирования и сопоставления тонов и ритмов. Поэтому инструмент должен быть способен изменять тона и уровень громкости.
7. Множество шумов бесконечно, и количество их может увеличиваться не только за счёт увеличения количества машин, но и за счёт комбинирования шумов в воображении; прихоть фантазии способна приумножить их во много раз.
8. Руссоло рекомендует молодым музыкантам исследовать шумы, сравнивать тона шумов с тонами музыкальных звуков, чтобы пристраститься к первым, чтобы «усиленная чувственность, уже покоренная зрением Футуризма, наконец получила слух Футуризма».

## Влияние манифеста
- Пьер Шеффер
- Пьер Анри
- Einstürzende Neubauten
- Арсений Авраамов
- Test Dept.
- Интонарумори
- Франциско Лопез
- Эдгар Варез
- Янис Ксенакис
- Throbbing Gristle
- Ryoji Ikeda